# Bremerton (U-Boot)
Die USS Bremerton (SSN-698) war ein Atom-U-Boot der Los-Angeles-Klasse. Das Boot ist benannt nach Bremerton, Washington State.

## Geschichte
Die Bremerton wurde 1972 in Auftrag gegeben und im Mai 1978 bei Electric Boat auf Kiel gelegt. Nach etwas über zwei Jahren im Trockendock und der erfolgten Endausrüstung folgten erste Erprobungsfahrten, im März 1981 konnte das U-Boot in Dienst gestellt werden. Im Anschluss fuhr die Bremerton in östliche Richtung, durch den Indischen Ozean in den Pazifik und erreichte im Oktober ihren Heimathafen Pearl Harbor auf Hawaii. Später wurde die Bremerton nach San Diego verlegt.
Im März 1999 war die Bremerton zusammen mit der David R. Ray an der Versenkung des vor Oregon auf Grund gelaufenen Stückgutfrachters New Carissa beteiligt.
2003 lief das Boot die Pearl Harbor Naval Shipyard an, wo eine Neubefüllung des Reaktors, kombiniert mit einer Überholung stattfand. Mitte 2008 verlegte die Bremerton in den Westpazifik und kehrte Anfang 2009 nach Pearl Harbor zurück. Im Sommer 2010 nahm sie an der multinationalen Übung RIMPAC teil, im April 2011 begann das U-Boot eine weitere Einsatzfahrt in den Westpazifik.
Nach 37 Jahren Dienst lief die Bremerton am 20. April 2018 von der Joint Base Pearl Harbor-Hickam aus, um zur Werft Puget Sound Naval Shipyard zu fahren. Dort wurde sie im Rahmen des Ship-Submarine Recycling Programs abgewrackt. Am 21. Mai 2021 wurde sie aus dem Register der US-Navy gestrichen.